# Zlatomir Zagorčić
Zlatomir Zagorčić (en bulgare : Златомир Загорчич ; en serbe : Златомир Загорчић), né le 15 juin 1971 à Novi Sad, est un footballeur international bulgare reconverti entraineur.

## Biographie

### Carrière de joueur (1990-2006)
Zagorčić commence sa carrière dans le petit club de club du FK Novi Sad, jouant se seconde division yougoslave. Il va jouer à ce niveau pendant sept saisons avant de s'exiler en Bulgarie et de prendre la nationalité bulgare.
Dès son arrivée au Litex Lovetch, il explose dans ce club et remporte deux titres de champion de Bulgarie. En 1999, il est prêté au Adanaspor, en Turquie, mais il y joue très peu. Il signe ensuite au FC Lugano avant de revenir, en 2002, au Litex Lovech.
La saison 2003-2004 le voit remporter sa première et seule coupe nationale. Ensuite, il est sélectionné pour jouer le championnat d'Europe 2004 avec la Bulgarie. Il joue deux matchs lors de cette compétition et son pays est éliminé dès le premier tour.
Il prend sa retraite en 2006 après avoir fait une saison avec le club du FK Novi Sad, où il avait fait ses débuts.

### Carrière d'entraineur (Depuis 2012)
En 2012, il remplace Dejan Vukićević au poste d'entraîneur du FK Vojvodina Novi Sad, autre club de la ville de Novi Sad, à la fin du championnat. Le club finit troisième du championnat de Serbie. Pour la nouvelle saison, il est remplacé en septembre par Nebojša Vignjević.
Zagorčić entraine le Litex Lovetch lors de la saison 2013-2014, où il a déjà évolué en tant que joueur.
Il retourne en Serbie en 2014 au Donji Srem et en 2015 dans sa ville natale avec le Vojvodina Novi Sad
En 2017, il s'engage avec le Slavia Sofia où il remporte la Coupe de Bulgarie en 2018 face au Levski Sofia après la séance de tirs au but.
Lors de la saison 2018-2019, il débute l'exercice en Ligue Europa par une qualification face au club finlandais du FC Ilves (2-1 et 1-0) avant de s'incliner face à l'Hajduk Split (0-1 et 2-3) au tour suivant. La saison suivante le club termine 3eme du championnat bulgare. Mais en Août 2020, à la suite de départs de joueurs clés et aux mauvais résultats, il quitte le club. Cependant, il bénéficie d'un large soutien des supporters des blancs grâce notamment à la victoire en coupe nationale.
Le 12 avril 2021, il retourne au Slavia mais à la suite des tensions avec sa direction, les deux partis se séparent d'un commun accord le 4 mai 2023.
Le 23 octobre 2023, pour le plus grand plaisir des fans du Slavia, Zlatomir Zagorčić s'engage pour la troisième fois en tant qu'entraineur du club de la capitale bulgare. 

### Vie privée
Zlatomir Zagorčić est marié à Dubravka et ont ensemble deux enfants nés en 1999 et 2004.
Il est surnommé Zagi.

## Palmarès de joueur
- Champion de Bulgarie en 1998 et 1999 avec le Litex Lovetch
- Vainqueur de la Coupe de Bulgarie en 2004 avec le Litex Lovetch

## Palmarès d'entraineur
- Coupe de Bulgarie : 2018 avec le Slavia Sofia